# A Decade Underground
A Decade Underground là album tổng hợp đĩa CD và nhạc tải xuống kỹ thuật số được phát hành vào ngày 10 tháng 8 năm 2010 bởi Linkin Park Underground. Album tổng hợp này là album tổng hợp thứ 2 cũng như là EP thứ 11 được phát hành bởi LP Underground. Album này là một trong những album được phát hành mỗi năm bởi fan club.

## Nội dung
Album chứa 10 bài hát. Trong số 10 bài hát này, 9 bài hát là bản demo hoặc các bài hát ít được biết đến của ban nhạc. Một ca khúc là bản cover trực tiếp của ban nhạc Temple of the Dog với giọng ca chính Chris Cornell. Album có các bản nhạc từ các album LP Underground trước đó theo năm.
Danh sách bài hát chứa tất cả các bài hát từ đĩa tổng hợp bán lẻ của họ là Songs from the Underground (2008) theo cùng một thứ tự, nhưng cũng bao gồm các bài hát "Across the Line" và "Pretend to Be" được phát hành sau đó dưới dạng các bài hát bổ sung.

## Danh sách bài hát
| STT              | Nhan đề                                                                                                   | Sáng tác                                                             | Thời lượng |
| ---------------- | --- | -------------------------------------------------------------------- | ---------- |
| 1.               | "Announcement Service Public"                                                                             | Linkin Park                                                          | 2:26       |
| 2.               | "Qwerty" (Bản phòng thu)                                                                                  | Linkin Park                                                          | 3:23       |
| 3.               | "And One"                                                                                                 | Mike Shinoda, Joe Hahn, Brad Delson, Chester Bennington, Rob Bourdon | 4:31       |
| 4.               | "Sold My Soul to Yo Mama"                                                                                 | Hahn, Bennington, Shinoda                                            | 1:59       |
| 5.               | "Dedicated" (Demo 1999)                                                                                   | Shinoda, Hahn, Delson, Bennington                                    | 3:13       |
| 6.               | "Hunger Strike" (Temple of the Dog cover) (Trực tiếp năm 2008 - Chris Cornell góp mặt Chester Bennington) | Chris Cornell                                                        | 4:15       |
| 7.               | "My December" (Trực tiếp năm 2008) (bản piano)                                                            | Shinoda                                                              | 4:15       |
| 8.               | "Part of Me"                                                                                              | Shinoda, Hahn, Delson, Bennington, Bourdon                           | 12:43      |
| 9.               | "Across the Line" (Demo chưa phát hành năm 2007)                                                          | Linkin Park                                                          | 3:11       |
| 10.              | "Pretend to Be" (Demo chưa phát hành năm 2008)                                                            | Linkin Park                                                          | 3:55       |
| Tổng thời lượng: | Tổng thời lượng:                                                                                          | Tổng thời lượng:                                                     | 43:00      |

## Nhân sự
Linkin Park
- Chester Bennington - hát (trừ các bản nhạc: 1, 4 và 5)
- Rob Bourdon - trống, bộ gõ (ngoại trừ các bản nhạc: 4, 6 và 7)
- Brad Delson - guitar chính (trừ các bản nhạc: 4, 6 và 7)
- Joe Hahn - xoay đĩa, sampling và lập trình (ngoại trừ các bản nhạc: 6 và 7)
- Mike Shinoda - hát (trừ bản nhạc: 6), guitar đệm (bản nhạc: 1, 4, 9 và 10), đàn organ
- Dave "Phoenix" Farrell - guitar bass (ngoại trừ các bản nhạc: 6, 7 và 8)